# Cycle de la Grande Porte
Le Cycle de la Grande Porte (titre original : Heechee Series) est une série de cinq ouvrages écrits par Frederik Pohl, publiés de 1977 à 1990.

## Liste des ouvrages
- La Grande Porte (1977), roman
- Les Pilotes de la Grande Porte (1980), roman
- Rendez-vous à la Grande Porte (1984), roman
- Les Annales des Heechees (1987), roman
- À travers la Grande Porte (1990), recueil de nouvelles